# Aliağa (district)
Aliağa is een Turks district in de provincie İzmir en telt 60.043 inwoners (2007). De hoofdplaats is de gelijknamige stad Aliağa. Het district heeft een oppervlakte van 274,22 km².
De bevolkingsontwikkeling van het district is weergegeven in onderstaande tabel.
| 1997   | 2000   | 2007   |
| ------ | ------ | ------ |
| 50.475 | 57.192 | 60.043 |

Aliağa · Balçova · Bayraklı · Bayındır · Bergama · Beydağ · Bornova · Buca · Çeşme · Çiğli · Dikili · Foça · Gaziemir · Güzelbahçe · Karabağlar · Karaburun · Karşıyaka · Kemalpaşa · Kınık · Kiraz · Konak · Menderes · Menemen · Narlıdere · Ödemiş · Seferihisar · Selçuk · Tire · Torbalı · Urla